# Neoclytus sobrinus
Neoclytus sobrinus là một loài bọ cánh cứng trong họ Cerambycidae.